# Koós Olga
Koós Olga, eredeti neve: Klein Olga (Budapest, 1925. november 2. – Budapest, 2011. március 27.) Jászai Mari- és Aase-díjas magyar színésznő, érdemes és kiváló művész.

## Életpályája
1946–1949 között a Színművészeti Főiskola hallgatója volt. 1949-ben kitették a főiskoláról. 1949–1951 között a Szegedi Nemzeti Színházban dolgozott. 1951–1958 között a Vígszínháznál játszott. 1958–1966 között a Pécsi Nemzeti Színház tagja volt. 1966–1970 között a Miskolci Nemzeti Színházban lépett fel. 1970–1974 között a kecskeméti Katona József Színházban szerepelt. 1974-ben a szolnoki Szigligeti Színházhoz szerződött, melynek húsz évig volt a tagja. 1994–1999 között az Új Színház színművésze volt. 1999-től a Radnóti Miklós Színház tagjaként dolgozott.

## Családja
Édesapja Klein Emil, édesanyja Bein Regina, férje Blumenthal Antal szűcs, szőrmekereskedő, az MTK focicsapatnak az intézője volt, akitől 1956-ban született meg a fia, Bakos-Blumenthal Péter közgazdász, de 1957-ben elváltak. Két lányunokája született.

## Színházi szerepei
- Gárdonyi Géza: Ida regénye – Szabina nővér
- Szofronov: Moszkvai jellem – Polozova
- Forgács István: Boszorkányok – Csikós Pöre
- Gorkij: Ellenségek – Tatjána; Kleopátra
- Mándi Éva: Hétköznapok hősei – Ü. B. titkár
- Offenbach: Gerolsteini nagyhercegnő – Vera Dubois
- Szurov: Szabad a pálya – Léna
- Beecher-Stowe: Tamás bátya kunyhója – Fogadósné
- Földes Mihály: Mélyszántás – Ruzsáné
- William Shakespeare: Szentivánéji álom – Titánia
- Kornyejcsuk: Csillagtárna – Gálja Ivancsuk
- Dunajevszkij: Szabad szél – Polette
- Lavrenyov: Amerika hangja – Cynthia
- Székely Endre: Aranycsillag – Viola
- Háy Gyula: Az élet hídja – Pongori Anna
- Gvadányi József: Peleskei nótárius – Magyar lány
- Miljutyin: Szibériai rapszódia – Tanja
- Békeffi István: Szombat délután – Vera
- Szőllősy András: Szépasszony madara – Rozogáné
- Csizmarek Mátyás: Bujócska – Olga
- Dörner Lajos: Piroska és a farkas – Jótündér
- Bródy Sándor: A tanítónő – Hray Ida
- Barta Lajos: Szerelem – Lujza
- Jókai Mór: A kőszívű ember fiai – Plankenhorst Alfonsine
- Stejn: Személyes ügyben – Vera Vlagyimirova Bikova
- Bogoszlovszkij-Szolodar: Nyári kaland – Doktornő
- Fehér Klára: Nem vagyunk angyalok – Vera
- Kohout: Ilyen nagy szerelem – Péter felesége
- Labiche: Helénke boldog – La Goulou
- Nash: Az esőcsináló – Lizzie Curry
- Wilde: Bunbury – Fairfax Gwendolen
- Trenyov: Ljubov Jarovája – Pánova
- William Shakespeare: Macbeth – Lady Macbeth; Lady Macduff; Hecaté
- García Lorca: Bernarda Alba háza – Maria Jozefa; Augustias; Poncia
- Örsi Ferenc: A kapitány – A nővér
- Ábrahám Pál: Bál a Savoyban – La Tangolita
- Schiller: Ármány és szerelem – Lady Milford; Millerné
- Burkhard: Tűzijáték – Berta néni
- Molnár Ferenc: Olympia – Lina
- Shaw: Sosem lehet tudni – Gloria
- William Shakespeare: Rómeó és Júlia – Júlia dajkája
- Dumas: Három testőr – Lady Winter
- Gáspár Margit: Hamletnek nincs igaza – Anna
- Fényes Szabolcs: Maya – Madelaine
- William Shakespeare: Othello – Emilia
- Gyárfás Miklós: Férfiaknak tilos – Franciska
- Molnár Ferenc: Hattyú – Beatrix
- William Shakespeare: Hamlet, dán királyfi – Színészkirályné; Gertrud királyné
- Hervé: Nebáncsvirág – Corinna
- William Shakespeare: Richard III. (Harmadik Richard) – Margit; York hercegné
- Williams: Nyár és füst – Mrs. Winemiller
- Müller Péter: Márta – Márta
- Achard: A bolond lány – Dominique Beaurevers
- William Shakespeare: Lear király – Goneril
- Németh László: A csapda – Zagriaszkája
- O’Hara: Campbell felügyelő utolsó esete – Lydia Barbent
- Móricz Zsigmond: Nem élhetek muzsikaszó nélkül – Zsani néni; Mina néni
- Havel: Leirat – Hana
- Herman: Hello, Dolly! – Mrs. Dolly Lee
- Méhes György: Harminchárom névtelen levél – Terézia
- Thomas: Charley nénje – Lady Astor
- Szabó Magda: Leleplezés – Etel
- Németh László: Cseresnyés – Anna
- Williams: Huszonhét fuvar gyapot – Miss Furnival
- Örkény István: Macskajáték – Giza; Paula
- Raffai Sarolta: Utolsó tét – Bözse
- Csehov: Sirály – Polina
- Shaw: Warrenné mestersége – Warrenné
- Abramov: Senki többet harmadszor
- Gábor Andor: Dollárpapa – Koltayné
- Miller: Az ügynök halála – Linda
- Molière: Versailles-i rögtönzés – Du Parcné
- Molière: Dandin György – Sotenvillené
- Dallos Szilvia: Akvárium – Venczel néni
- Ciprian: Gácsérfej
- Kertész Ákos: Névnap – Juli
- Kleist: Heilbronni Katica avagy a Tűzpróba
- O’Neill: Egy igazi úr – Nóra
- Kopkov: Aranyelefánt – Márfa
- García Lorca: Yerma – Jókedvű öregasszony
- Sarkadi Imre: Elveszett paradicsom – Zsófi
- Vámos Miklós: Asztalosinduló – Csaplár néni
- Bornemisza Péter: Elektra – Chorus
- Ajtmatov-Muhamedzsanov: Fent a Fudzsijámán – Ajsa-Apa
- Németh László: VII. Gergely – Ágnes császárné
- Páskándi Géza: A rejtekhely – Simonné
- William Shakespeare: Minden jó, ha vége jó – Roussillon grófnő
- Bréal: Tíz kiló arany – Edmée
- Kander-Ebb: Kabaré – Schneider kisasszony
- Füst Milán: Boldogtalanok – Özv. Huber Evermódné
- Örkény István: Vérrokonok – Özv. Bokorné
- Hrubin: Augusztusi vasárnap – Vachová
- Trifonov: Csere – Dmitrijev anyja
- Schwajda György: Csoda – Bíborka
- Lawler: A tizenhetedik baba nyara – Emma
- Pinter: A születésnap – Meg
- Albee: Az amerikai álom – Nagymama
- Foster: I. Erzsébet – Pata Sola; A Hold; Egy hugenotta; Mária egyik udvarhölgye; Mousorksky
- Molnár Ferenc: Liliom – Muskátné
- Machiavelli: Mandragóra – Sostrata
- Csehov: Ványa bácsi – Vojnickaja
- Euripidész: Médeia – Dajka
- De Filippo: Filumena házassága – Rosalia
- Storey: Otthon – Kathleen
- Strindberg: Az apa – Laura
- Rozov: Szállnak a darvak – Anna Mihajlovna
- Chase: Miss Blandish nem kap orchideát – Grisson mama
- Örkény István: Sötét galamb – Pulcheria
- William Shakespeare: Coriolanus – Volumnia
- Sárospataky István: Drágamama – Drágamama
- Déry Tibor: A tanúk – Özv. Kellerné
- Szophoklész: Oidipusz király – Tiresiás
- Csáth Géza: A Janika – Özv. Telkesiné
- Szomory Dezső: Hagy a nagypapát! (Szabóky Zsigmond Rafael) – Nagymama
- Szép Ernő: Vőlegény – Anya
- Döme Zsolt: Rákóczi tér – Szent Orsolya
- Misima: Sade márkiné – Montreuilné
- Schwajda György: Ballada a 301-es parcella bolondjáról – A bolond anyja
- Szilágyi Andor: A rettenetes anya avagy, a Madarak Élete – Mamaka
- Szigligeti Ede: Liliomfiék
- Schikaneder: Legenda a varázsfuvoláról – Maria Kirchgassner
- Czakó Gábor: Disznójáték – Koca anyó
- Uhry: Miss Daisy – Daisy Werthan
- Spiró György: Önkormányzati kabaré
- Füst Milán: Máli néni – Novák Amál
- Fassbinder: Petra von Kant keserű könnyei – Valerie
- Brecht: Jó embert keresünk – Szőnyegkereskedőné
- Coburn: Kopogós römi – Fonsia Dorsey
- García Lorca: Vérnász – Anyós
- Csehov: Ivanov – Avdotya Nazarovna
- Manzari: Pablito nővérei – Bianca
- Molnár Ferenc: Az üvegcipő – Roticsné
- William Shakespeare: Athéni Timon
- Füst-Darvasi: Störr kapitány – Néni
- Csehov: Három nővér – Anfisza
- Verebes István: Várva
- Molnár Ferenc: Riviera – Öreg hölgy
- Babel: Alkony – Ben Zeharje

## Színházi rendezései
- Euripidész: Médeia (1983)
- Barillet-Grédy: A kaktusz virága (1984)
- Orfeum a szobaszínházban – Őnagysága és a többiek (1988)
- Nóti Károly: Nyitott ablak (1993)

## Filmjei
| - Harlekin és szerelmese (1967) - Utazás Jakabbal (1972) – Parasztasszony a kórházban - Tűzoltó utca 25. (1973) – Lotti - 141 perc a befejezetlen mondatból (1974) - Az idők kezdetén (1975) - Vörös rekviem (1975) - Herkulesfürdői emlék (1976) - Kilenc hónap (1976) - Vasárnapi szülők (1979) – Anna néni - Vámmentes házasság (1980) – Mari anyja - Anna (1981) - Ripacsok (1981) - Elveszett illúziók (1982) - Szerencsés Dániel (1982) - Kiáltás és kiáltás (1987) - Ismeretlen ismerős (1988) - Törvénytelen (1994) - Mix (2004) – Klára, Mitch nagymamája - Sorstalanság (2005) – A mostohaanya anyja - A Hold és a csillagok (2007) – Idős nő a pályaudvaron (hangja: Kassai Ilona) | - A magándetektív (1964) - Önfelszámolás (1977) - Z. szerkesztő emlékezetes esetei (1977) - Érettségi bankett után (1978) - Viaszfigurák (1983) - Nyomozás a Kleist-ügyben (1989) - Boldog ünnepeink (1991) - Família Kft. I-III. (1991-1993) – Bözsi - Privát kopó 1-6. (1992) – Weisz Gyurka barátjának a húga - Glóbusz 1-5. (1992) - Családi album (2000) - Kávéház (2001) – Wiesinger néni - Perlasca – Egy igaz ember története (2002) - Galambnagymama (2002) – Nagymama - Stabil a csók (1946) - Parkélet (2004) – Micike - Kontakt (2005) – Idős hölgy - Vacsora (2008) – Rzsika |

## Szinkronszerepei
| Év   | Cím                                            | Szereplő                | Színész        | Szinkron év |
| ---- | ---------------------------------------------- | ----------------------- | -------------- | ----------- |
| 1959 | A tehén és a fogoly                            | Josepha alias „Marlène” | Ellen Schwiers | 1971        |
| 1981 | Josephine Franciaországban                     | Henri anyja             | Jenny Clève    | 1986        |
| 1982 | Veronika Voss vágyakozása (2. magyar szinkron) | Idős hölgy              | Johanna Hofer  | 1995        |